# Fiat 500 (2007)
Фиат 500 — городской автомобиль, 3-дверный хетчбэк, выпускаемый итальянским автопроизводителем Fiat Automobiles с 2007 года. 
Автомобиль был анонсирован 5 мая 2006 года,, 
а его первые фотографии были продемонстрированы 20 марта 2007. 
Официально выпуск автомобиля был запущен с 4 июля 2007 количеством в 250 000 единиц; это была крупнейшая выпущенная партия за последние 10 лет, что свидетельствует об огромной популярности 500 модели.. 
До начала производства автомобиль был представлен на площадях 30 городов Италии.
В настоящее время эти автомобили выпускаются польским подразделением «Фиат» в Тыхах, Польша, наряду с Fiat Panda и вторым поколением Ford Ka, выпущенным в 2008 году, так как все эти модели собираются на одинаковой платформе. 
Fiat Nuova 500 является четырёхместным трёхдверным хетчбэком примерно такой же длины, как и Fiat Panda и Ford Ka, при этом 500 модель почти идентична ретроавтомобилю Trepiùno, представленному в 2004 году. 500 модель может продаваться на разных рынках под разными марками, такими, как 500, Nuovo 500 или Cinquecento.

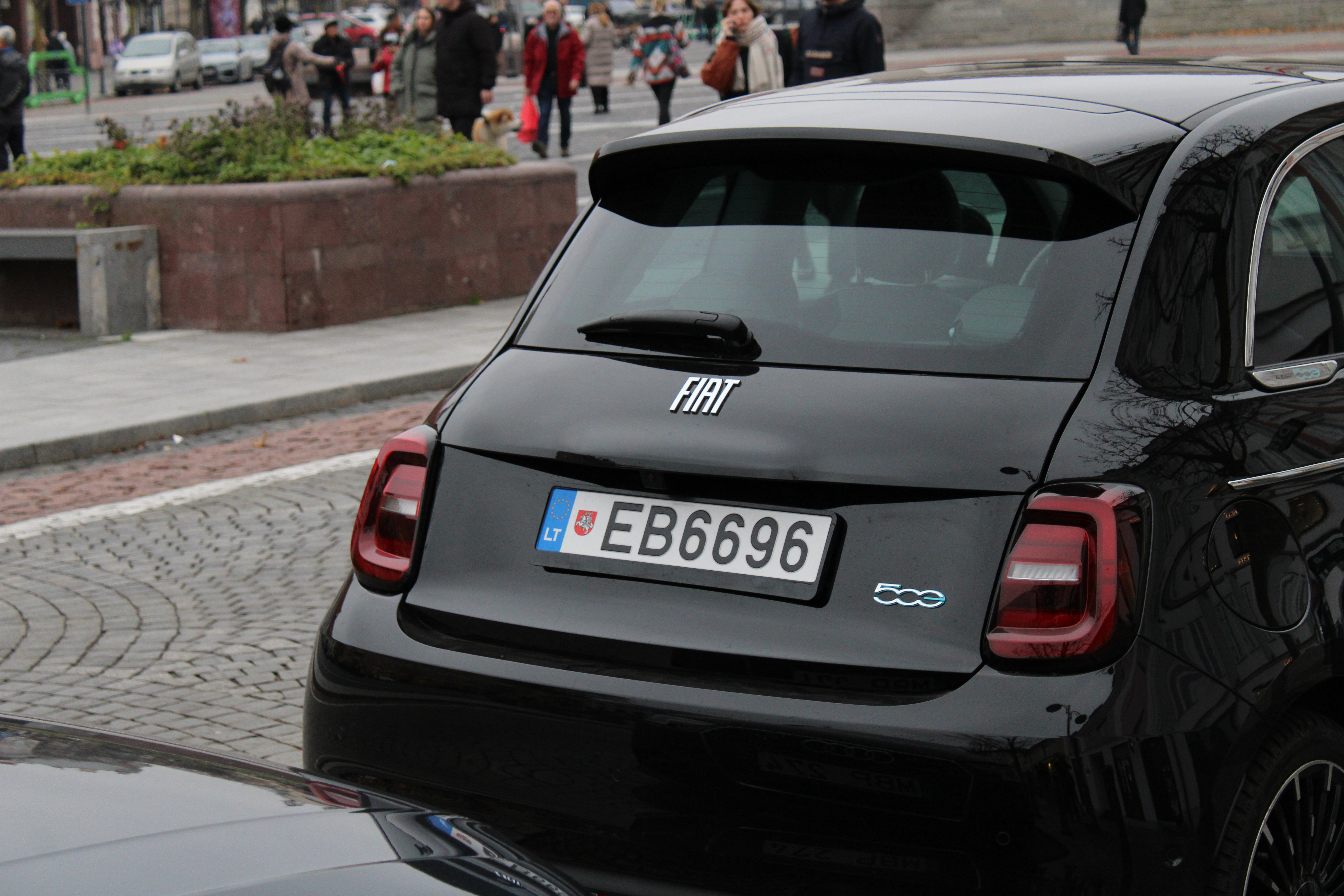
Электрический Fiat 500 в Вильнюсе

В 2008 году автомобиль признан лучшим европейским автомобилем года.
В 2012 году был представлен пятидверный субкомпактвэн на основе автомобиля — Fiat 500L. В 2013 году вышла кроссовер-версия хетчбэка — Fiat 500X.